# Olsen-banden (Musikstück)
Olsen-banden (auch Olsen-banden tema oder Tema fra Olsen-banden) ist der Titel der Erkennungsmelodie der gleichnamigen dänischen Filmreihe. Die Melodie im Dixieland-Stil wurde 1968 von Bent Fabricius-Bjerre komponiert.

## Entstehung
Als Nordisk Film 1968 den Film Die Olsenbande produzierte, beauftragte Regisseur Erik Balling den Filmkomponisten Bent Fabricius-Bjerre:

„Ich brauche ein Thema, das sich durch den ganzen Film ziehen kann, wie bei den Filmen mit Gøg und Gokke. Es soll ein bißchen schräg klingen und in allen denkbaren Formen und Stilarten variierbar sein.“

Fabricius-Bjerre habe dem Regisseur daraufhin vorgeschlagen, eine Melodie im Stil des Dixieland-Jazz zu schreiben, womit dieser sofort einverstanden gewesen sei. Die ursprüngliche Version spielte der Komponist mit Papa Bue’s Viking Jazzband ein. 1969 veröffentlichte die Band das Stück als Single.

## Verwendung als Filmmusik

### Dänische Originalfilme
Da sich der Film Die Olsenbande 1968 als großer kommerzieller Erfolg erwies, erfuhr er bei Nordisk Film zahlreiche Fortsetzungen, so dass bis 1981 nahezu jedes Jahr ein weiterer Film entstand. In allen Filmen wurde Fabricius-Bjerres Titelmelodie verwendet. Neben der Ursprungsversion von Papa Bue’s Viking Jazzband nahm Fabricius-Bjerre für die späteren Filme neue Fassungen mit einem eigens zusammengestellten Studioorchester auf; jedoch wurde auch – vor allem in den Szenen, in denen die Olsenbande als Silhouette im Kopenhagener Hafen zu sehen ist – weiterhin die Originalaufnahme von Papa Bue verwendet. Am Ende des zehnten Films Die Olsenbande steigt aufs Dach (1978) hatte die Band einen Gastauftritt als Gefangenenband, die Egon Olsen bei seiner Rückkehr ins Staatsgefängnis Vridsløselille mit der Melodie begrüßt.
Entsprechend der Vorstellungen des Regisseurs, die Titelmelodie solle „in allen denkbaren Formen und Stilarten variierbar sein“, entstand je nach Stimmung und Schauplatz der jeweiligen Szenen eine Vielzahl von Variationen; so wurden zum Beispiel bei in Spanien spielenden Szenen Kastagnetten oder bei Szenen in Paris ein Akkordeon im Stil der Musette eingesetzt.
Zur Fernsehserie Olsen-bandens første kup (1999) und zum Kinderfilm Olsenbande Junior (2001) entstanden jeweils moderne Variationen der Titelmelodie.

### Norwegische Remakes
In Norwegen entstanden unter dem Regisseur Knut Bohwim seit 1969 Neuverfilmungen der erfolgreichen dänischen Olsenbandenfilme mit eigenen Darstellern. Für den ersten Film Olsen-Banden nutzte man noch eine völlig eigenständige Titelmelodie des norwegischen Filmkomponisten Egil Monn-Iversen. Ab dem zweiten Film Olsenbanden og Dynamitt-Harry (1970) griff man auch in Norwegen auf die originale dänische Titelmelodie von Bent Fabricius-Bjerre zurück. In der Folge blieb diese ebenso untrennbar mit dem Filmen um die Bande verbunden wie in ihrem Ursprungsland und fand auch in den norwegischen Junior-Filmen – aus denen anders als in Dänemark eine ganze Filmreihe entstand – Verwendung. In dieser Filmreihe wurden ebenfalls moderne Variationen der Titelmelodie eingesetzt und für den Film Olsenbanden jr. på rocker’n wurde dazu auch extra eine Rockversion geschaffen.
Eine Besonderheit ist die Titelmusik des Films Olsenbanden møter Kongen & Knekten von 1974: Hier wurde die Melodie von Bent Fabricius-Bjerre mit einem eigenständigen Liedtext unter dem Titel Tidens menn unterlegt, der von den Hauptdarstellern Arve Opsahl, Sverre Holm, Carsten Byhring, Aud Schønemann und Pål Johannessen gesungen wird.

## Rezeption
In der DDR veröffentlichte Papa Binne’s Jazz Band 1987 eine Neuaufnahme der Melodie auf ihrer Langspielplatte Ja, wir san mit'm Radl da!.
Vor allem in den 1990er Jahren entstanden mehrere Samples der Filmmusik im Dance-Stil, die mit Zitaten aus dem Filmen unterlegt waren:
- 1996: Børges Dance Convention presents: The Olsen Gang (The ultimative Dance-Mix '96) (EAN: 4012831107212)
- 1996: Sandmann's Dummies feat. Olsenbande – Mächtig gewaltig… (EAN: 74321385582)
- 1998: Olsen-Bandet – Kuppet over alle kup (EAN: 5709576990221)
- 2012: Die Olsenbande feat. Robbie Miraux – Ich habe einen Plan (EAN: 090204627134)

Während die Version von Sandmann's Dummies Originalzitate aus den DEFA-Synchronfassungen der Filme nutzte, wurden für Børges Dance Convention entsprechende Zitate von den zum damaligen Zeitpunkt noch lebenden DEFA-Synchronsprechern Karl Heinz Oppel, Erhard Köster und Helga Sasse neu eingesprochen. Zwischen den Herausgebern beider Singles, die 1996 nahezu gleichzeitig auf den Markt gekommen waren – dem TGM Musikverlag für Børges Dance Convention und dem BMG-Label Hansa/Amiga für Sandmann's Dummies –, kam es zu einem Rechtsstreit vor dem Landgericht Berlin, der am 11. Juli 1996 zugunsten von  Børges Dance Convention entschieden wurde.
Die Berliner Punkband Fluchtweg veröffentlichte 1998 auf ihrem Album Commerzpunk den Titel Die Olsenbande – war einer von uns, in dem sie die Filmmelodie zitiert.